# José Emilio de Santos

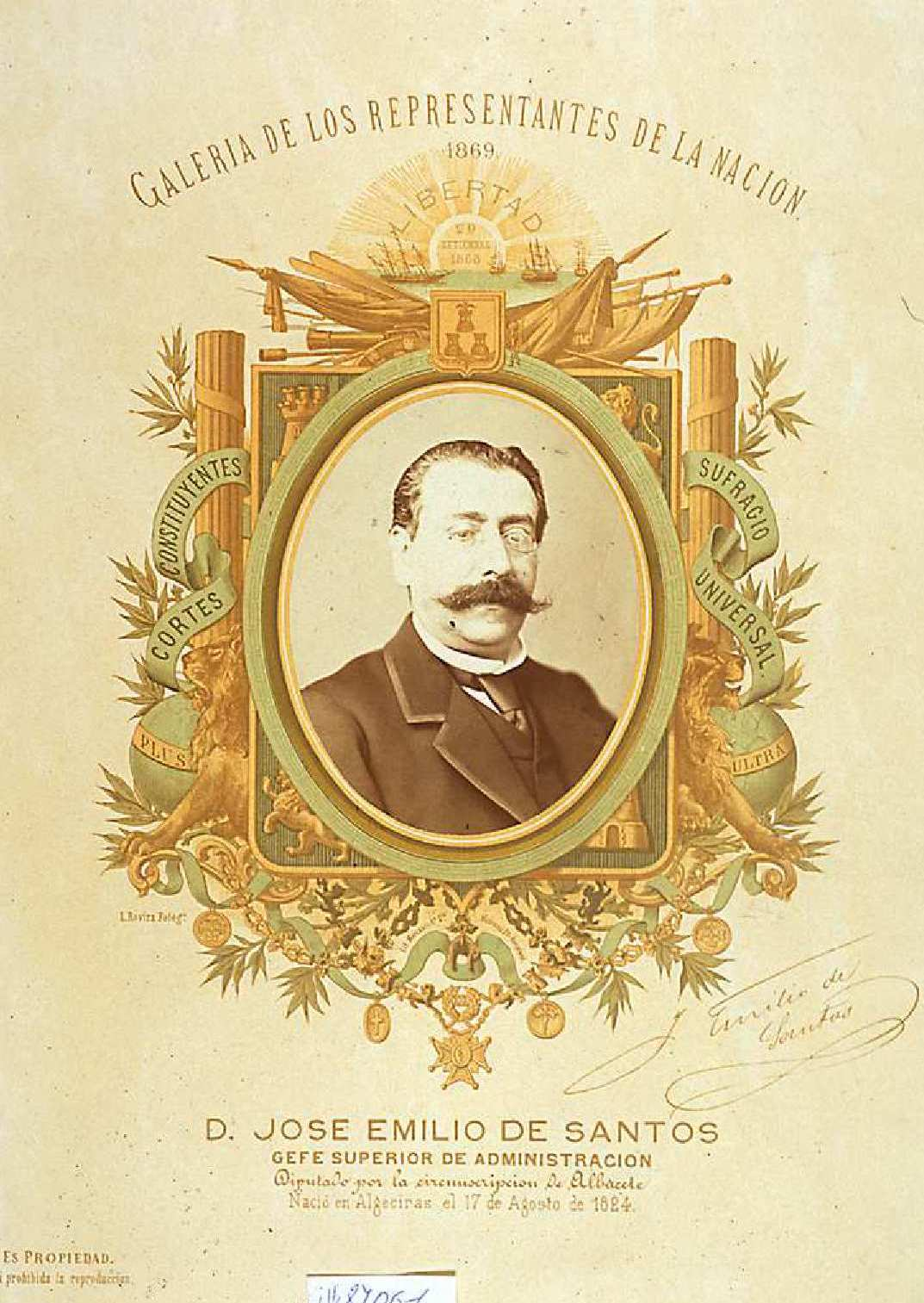
José Emilio de Santos, fotografía de Leopoldo Rovira sobre orla litográfica. Inscripción: «galería de los representantes de la nación./1869 // D. José Emilio de Santos/gefe superior de administración/Diputado por la circunscripción de Albacete/Nació en Algeciras el 17 de agosto de 1824». Biblioteca Nacional de España.

José Emilio de Santos y Gómez (Albacete, 1820-Madrid, 1889) fue un estadístico y político español, diputado en las Cortes Constituyentes de 1869 por la circunscripción de Albacete.

## Biografía
Tras estudiar leyes en Madrid entró a trabajar al servicio de la administración pública en tareas de estadística, hasta alcanzar con Leopoldo O'Donnell en la jefatura del Gobierno la dirección general de su departamento en 1865. Fue además director e impulsor de la Revista General de Estadística (1862-1866), primera revista de la especialidad editada en España.
En las elecciones de enero de 1869, a las que concurrió en representación de Unión Liberal por la circunscripción de Albacete, fue elegido en quinto y último lugar con 22 066 votos, aunque logró situarse por delante del alcalde de la capital provincial, el demócrata Tomás Pérez Linares perjudicado por la indisciplina de los votantes de la coalición gubernamental. El 18 de junio del mismo año renunció al escaño al ser nombrado intendente de La Habana. Viajó a la isla, donde poco antes había estallado la primera insurrección independentista, junto con el nuevo capitán general, Caballero de Rodas, con la misión de poner fin a la corrupción en la administración. En los pocos meses que pasó en Cuba envió a los tribunales a varios miembros de la aduana, al detectar fardos no declarados, y desveló el fraude en que incurrían numerosos funcionarios públicos del resguardo que seguían cobrando sus sueldos mucho tiempo después de haber dejado de prestar servicios al Estado, medidas que acabaron suscitando el rechazo de los comerciantes-esclavistas. Fue de nuevo elegido diputado, en esta ocasión por el distrito de Alcira, en las elecciones celebradas en abril de 1872, que dieron lugar a la formación de una legislatura de muy corta duración, pues no llegó a cumplir los dos meses, y repitió por el mismo distrito en las primeras elecciones de la Restauración, en las que obtuvo 6468 votos de los 6476 emitidos.
Con experiencia también en la organización de exposiciones nacionales, y habiendo tenido participación en la de Viena de 1873, en 1878 fue nombrado comisario delegado de España en la Exposición Universal de París, sobre lo que escribió el informe España en la Exposición Universal celebrada en París en 1879, Madrid, 1880, y el 31 de diciembre de 1886, con vínculos todavía en Cuba, fue designado vocal del Consejo de Ultramar en representación de la administración cubana. Falleció el 25 de octubre de 1889 en Madrid.